# 流通経済大学の人物一覧
流通経済大学の人物一覧（りゅうつうけいざいだいがくのじんぶついちらん）は、流通経済大学に関係する人物の一覧記事。

## 著名な教員

### 経済学部
- 板谷和也 - 交通論、交通政策論、日本交通学会理事
- 山口由等 - 日本経済史、鉄道史

### 共創社会学部
- 龍崎孝 - 前副学長、元・毎日新聞記者、TBSテレビ解説委員
- 福井一喜 - 経済地理学
- 那須野育大 -観光産業論、交通ビジネス論（日本交通学会賞,日本ホスピタリティ・マネジメント学会賞受賞）

### 流通情報学部
- 矢野裕児 - 学部長、物流・流通システム論、災害時ロジスティクス論、日本物流学会会長
- 林克彦 - 国際物流論（日本海運経済学会賞,日本物流学会賞受賞）
- 味水佑毅 - ロジスティクス論、交通経済学（日本交通学会賞受賞）、日本物流学会理事
- 片山直登 - 学長、経営工学、オペレーションズリサーチ
- 大島弘明 -前NX総合研究所常務取締役。物流事業経営論。

### 法学部
- 植村秀樹 - 安全保障問題
- 塚田桂祐 - 元・消防庁国民保護・防災部長

### スポーツ健康科学部
- 稲垣裕美 - ライフセービング
- 上野裕一 - 前学長、日本ラグビーフットボール協会・競技力向上委員会委員長
- 田中光 - 元体操選手。1996年、アトランタオリンピック出場
- 中野雄二 - サッカー部監督
- 松田哲 - 教育社会学
- 岩崎卓 - 柔道家
- 小谷究 - バスケットボールコーチ
- 田山寛豪 - トライアスロン

## 著名な職員
- 土井宏昭 - ハンマー投、2002年・釜山アジア大会銀メダリスト

## 客員教授
- パトリック・ハーラン - 俳優、お笑い芸人
- 膳場貴子 - 客員教授　TBS「報道特集」メインキャスター
- 青島健太 - 客員教授、元プロ野球選手、スポーツライター、スポーツキャスター

## 名誉教授
- 島田孝一 - 初代学長、交通経済学、日本交通学会初代会長
- 松好貞夫 - 日本経済史
- 佐伯弘治 - 名誉学長（第2代学長）、民法、法社会学
- 林玲子 - 日本経済史、流通史
- 岡野功 - 1964年東京オリンピック柔道男子中量級金メダリスト
- 生田保夫 - 交通論、交通経済学、日本交通学会賞受賞
- 山野邊義方 - 物流論、物流管理、元・日通総合研究所主任研究員
- 寺阪昭信 - 経済地理学、観光地理学、経済地理学会名誉会員

## 出身者
- 日本通運
  - 瀬川光蔵（1期） - 元・日本通運取締役常務執行役員、前・日通トランスポート社長
  - 佐藤克實（1期） - 前・日通学園理事、前・流通経済大学校友会会長、元・日本ヴォパック社長、元・日本通運常務執行役員
  - 安藤伸樹（10期） - 学校法人流通経済大学理事、東和薬品株式会社 社外取締役、前・全国健康保険協会理事長、前・流通経済大学校友会会長、元・日本通運健康保険組合理事長、元・日本通運常務執行役員
  - 今井利彦（14期） - 南総通運代表取締役社長、協同組合全国地区通運協会副理事長、学校法人流通経済大学評議員
  - 岡本茂（13期） - 日通商事取締役専務執行役員
  - 奥村博和（16期） - 日通トランスポートサービス代表取締役社長
  - 酒井道広（16期） - 元・アマチュア野球選手（日本通運硬式野球部）、日通トランスポート執行役員
- ヤマトホールディングス
  - 市野厚史 - 前・ヤマトロジスティクス社長、元・ヤマトホールディングス執行役員
- 新宮運送
  - 木南一志 - 新宮運送代表取締役,兵庫県トラック協会会長
- 製造
  - 森昭彦 - 日本プラスト取締役
- 商業・流通・小売
  - 北島常好 - しまむら社長
  - 堀内淳弘 - シジシージャパン社長、CGCグループ代表、食品産業功労賞
  - 平山育夫 - ジョイフル本田社長
  - 横地克典 - ナ・デックス取締役
- 政治・行政
  - 久保田健一郎 - 元石岡市長
  - 堂込麻紀子 - 参議院議員
- 学術・教育
  - 野尻俊明（5期） - 前・学校法人流通経済大学理事長、元・流通経済大学学長、元・日通総合研究所主任研究員（経済法）
  - 松田哲 - 流通経済大学スポーツ健康科学部教授（教育社会学）
  - 井上寛 - ノースアジア大学法学部専任講師（観光論）
- 経済‐専門職
  - 岡本正耿 - 経営コンサルタント
- スポーツ
  - サッカー選手（J1・J2・JFLチーム所属選手）については、流通経済大学サッカー部を参照
  - ラグビー選手については、流通経済大学ラグビー部を参照
  - サッカー ※コーチ等チームスタッフ・地域リーグ・海外チーム所属選手
    - 足立原健二 - ペルシバ・バリクパパン（インドネシア）
    - 池田昌広 - 奈良クラブ
    - 岡本勇輝 - トゥルキェムスポル・ベルリン（ドイツ共和国）
    - 岡部拓人 - サッカー審判員
    - 菅野将太 - FC町田ゼルビアユースコーチ
    - 加藤淳也 - シムラー・ヤングスFC（インド共和国）
    - 杉本恵太 - チェンライ・ユナイテッドFC（タイ王国）
    - 征矢智和 - アルビレックス新潟・シンガポール
    - 武田英明 - ノーメ・カリュFC（エストニア共和国）
    - 船山祐二 - アーミー・ユナイテッドFC（タイ王国）
    - 山下訓広 - アルビレックス新潟・シンガポール
    - 尹誠周 - FCコリア

  - 野球
    - 片岡安祐美 - 茨城ゴールデンゴールズ監督兼選手、女子硬式野球世界選手権日本代表
    - 神戸拓光 - 元プロ野球選手
    - 高橋信夫 - 元プロ野球選手、野球指導者
    - 加藤竜人 - 北海道日本ハムファイターズスカウト、元同チーム投手
    - 春田剛 - 元プロ野球選手、水戸啓明高等学校教諭・野球部監督
    - 井川翔 - プロ野球選手、中退
    - 生田目翼 - プロ野球選手（北海道日本ハムファイターズ）
    - 宮森智志 - プロ野球選手

  - 陸上
    - ダニエル・ジェンガ - 陸上競技（マラソン）選手。ヤクルト所属
    - ジョセファト・ダビリ - 陸上競技（長距離走）選手。小森コーポレーション所属
    - 田山寛豪 - トライアスロン選手（アテネオリンピック日本代表）

  - 柔道
    - ネマニ・タカヤワ - 柔道家
    - 中井貴裕 - ロンドンオリンピック柔道男子日本代表
- 文化・芸能
  - 河野聡 - バンダイナムコアーツ代表取締役社長、バンダイナムコホールディングス取締役
  - 南結衣 - 女優
  - 山口友和 - 俳優
  - 熊木茂夫 - 作家、物流ジャーナリスト